# South Dublin Bay and River Tolka Estuary SPA
South Dublin Bay and River Tolka Estuary SPA este o arie protejată (arie de protecție specială avifaunistică — SPA) din Irlanda întinsă pe o suprafață de 2.193,17 ha, integral pe uscat.

## Localizare
Centrul sitului South Dublin Bay and River Tolka Estuary SPA este situat la coordonatele 53°19′34″N 6°10′23″W / 53.326187°N 6.172952°V.

## Înființare
Situl South Dublin Bay and River Tolka Estuary SPA a fost declarat arie de protecție specială avifaunistică în martie 1995 pentru a proteja 20 de specii de animale.

## Biodiversitate
Situată în ecoregiunea atlantică, aria protejată nu include niciun habitat protejat.
La baza desemnării sitului se află mai multe specii protejate de  păsări (20): pietruș (Arenaria interpres), Branta bernicla, Calidris alba, fugaci de țărm (Calidris alpina), Calidris canutus, prundaș gulerat mare (Charadrius hiaticula), scoicar (Haematopus ostralegus), pescăruș sur (Larus canus), pescăruș-cu-cap-negru (Larus melanocephalus), pescăruș râzător (Larus ridibundus), sitar de mal nordic (Limosa lapponica), Mergus serrator, culic mare (Numenius arquata), cormoran mare (Phalacrocorax carbo), ploier argintiu (Pluvialis squatarola), corcodel mare (Podiceps cristatus), Sterna dougallii, chiră de baltă (Sterna hirundo), Sterna paradisaea, fluierarul cu picioare roșii (Tringa totanus).
Pe lângă speciile protejate, pe teritoriul sitului au mai fost identificate 1 specie de păsări.